# Elvas
Elvas OTE est une ville et municipalité du Portugal, située dans le district de Portalegre.

## Étymologie
Son nom vient du mot arabe « al-Bash ».

## Histoire
Sous l'occupation Maures (jusqu'en 1226), elle est une importante place forte entourée de ses remparts. Elle fut ensuite investie en 1580 par les troupes de Philippe II d'Espagne.
Le 14 janvier 1659, une bataille y a lieu pendant la guerre de Restauration. Elle se solde par une victoire portugaise sur l'armée d'invasion espagnole.

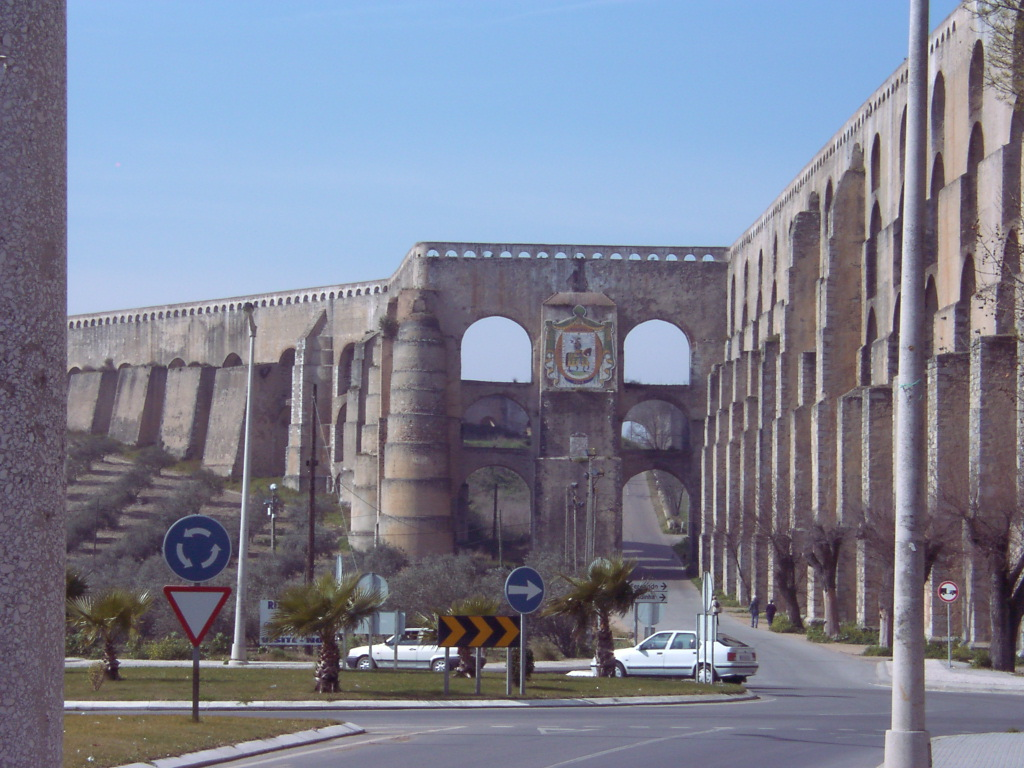
l'aqueduc des Amoreiras.

## Géographie
Elvas est limitrophe :
- au nord, de Arronches,
- au nord-est, de Campo Maior,
- au sud-est, de Olivence et de l’Espagne,
- au sud, de Alandroal et Vila Viçosa,
- à l'ouest, de Borba e por Monforte.

## Démographie
| 1801   | 1849   | 1900   | 1930   | 1960   | 1981   | 1991   | 2001   | 2011   |
| ------ | ------ | ------ | ------ | ------ | ------ | ------ | ------ | ------ |
| 16 963 | 15 425 | 21 548 | 24 711 | 28 562 | 24 981 | 24 474 | 23 361 | 23 078 |

## Subdivisions
La municipalité de Elvas groupe 11 freguesias :
- Ajuda, Salvador e Santo Ildefonso (Urbaine)
- Alcáçova (Urbaine)
- Assunção (Urbaine)
- Caia e São Pedro (Urbaine)
- Barbacena (Rurale)
- Santa Eulália (Rurale)
- São Brás e São Lourenço (Rurale)
- São Vicente e Ventosa (Rurale)
- Terrugem (Rurale)
- Vila Boim (Rurale)
- Vila Fernando (Rurale)

## Patrimoine
- La ville est entourée de la plus grande ceinture de remparts du pays (4 km) percé de trois portes. Elle est célèbre pour son aqueduc, un des plus longs d'Europe (7,99 km de long, 30 m de haut, 843 arches), construit entre 1498 et 1622: l'Aqueduc d'Amoreira.

- On trouve aussi deux forts :
  - Fort de Santa Luzia (construit entre 1641 et 1687)
  - Fort de Nossa Senhora da Graça (1763-1792)

- La cathédrale de style manuélin fut construite entre 1515 et 1520. Elle est due à Francisco de Arruda.

- L'église de la Consolation date de la Renaissance (1543). Elle est construite sur un plan octogonal et elle est recouverte d'une coupole.

- Le château romano-musulman subit plusieurs remaniements entre 1300 et 1500.

- Elvas et ses fortifications sont classés sur la liste du patrimoine mondial le 30 juin 2012.

## Images

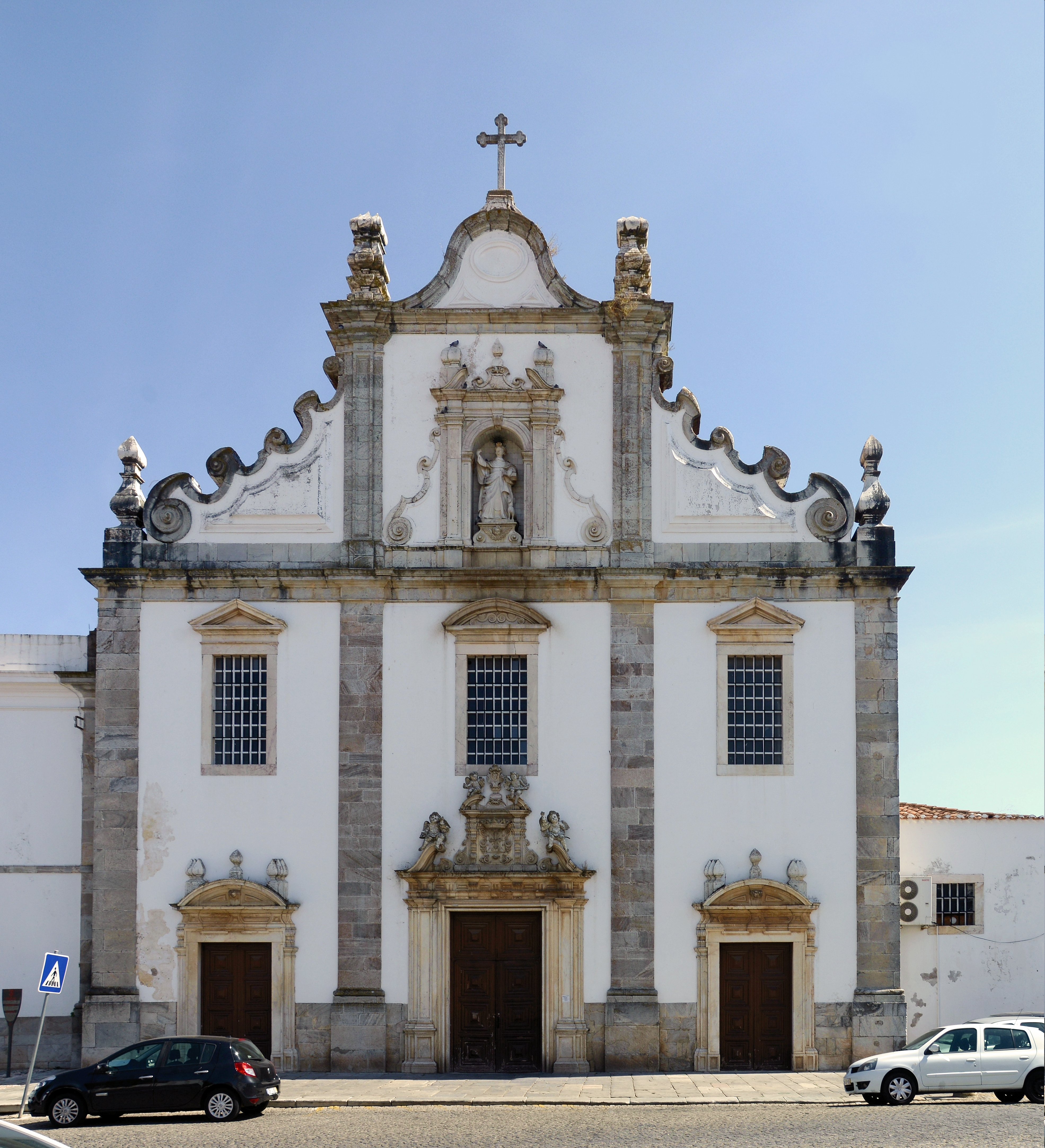
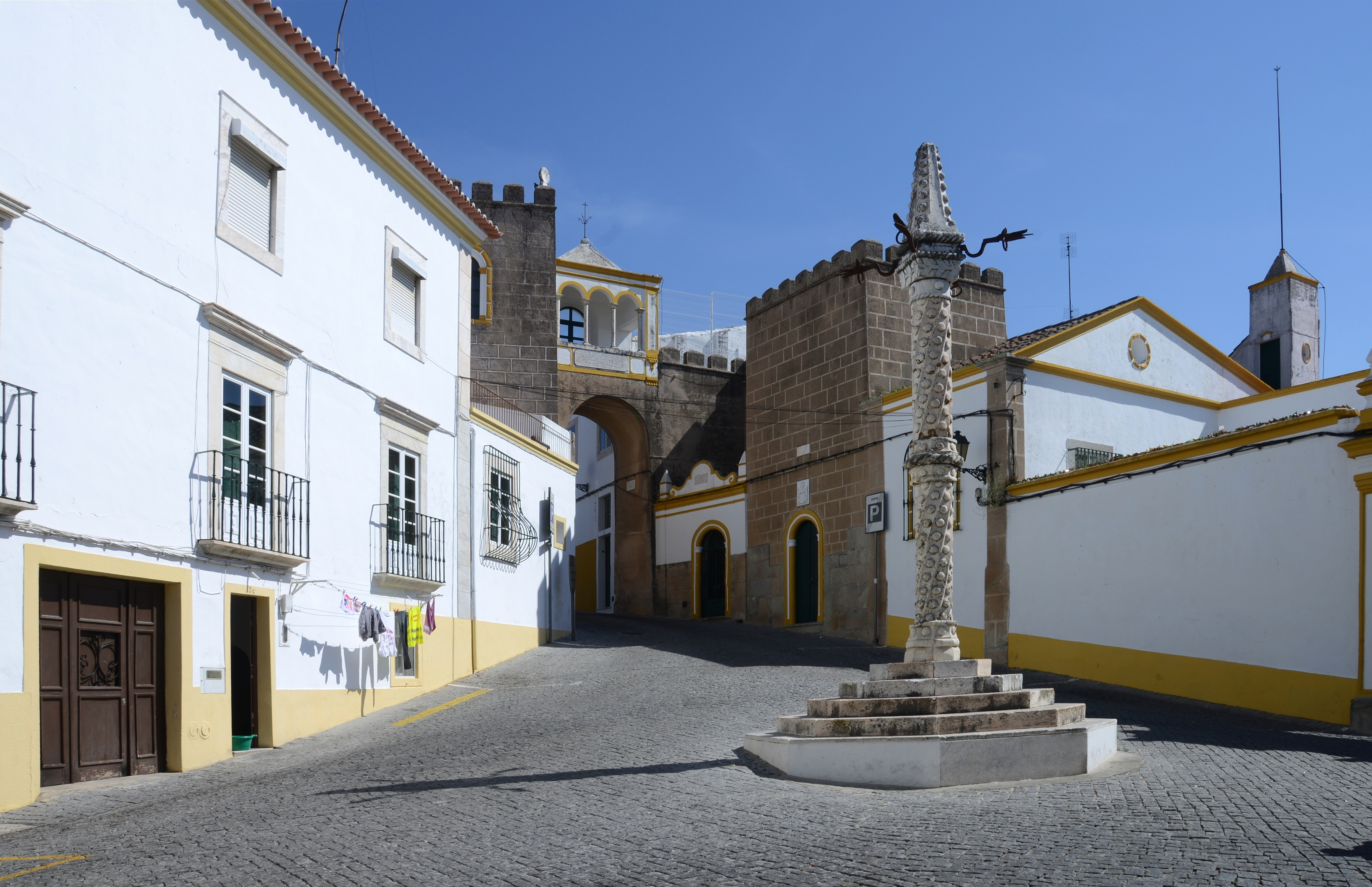
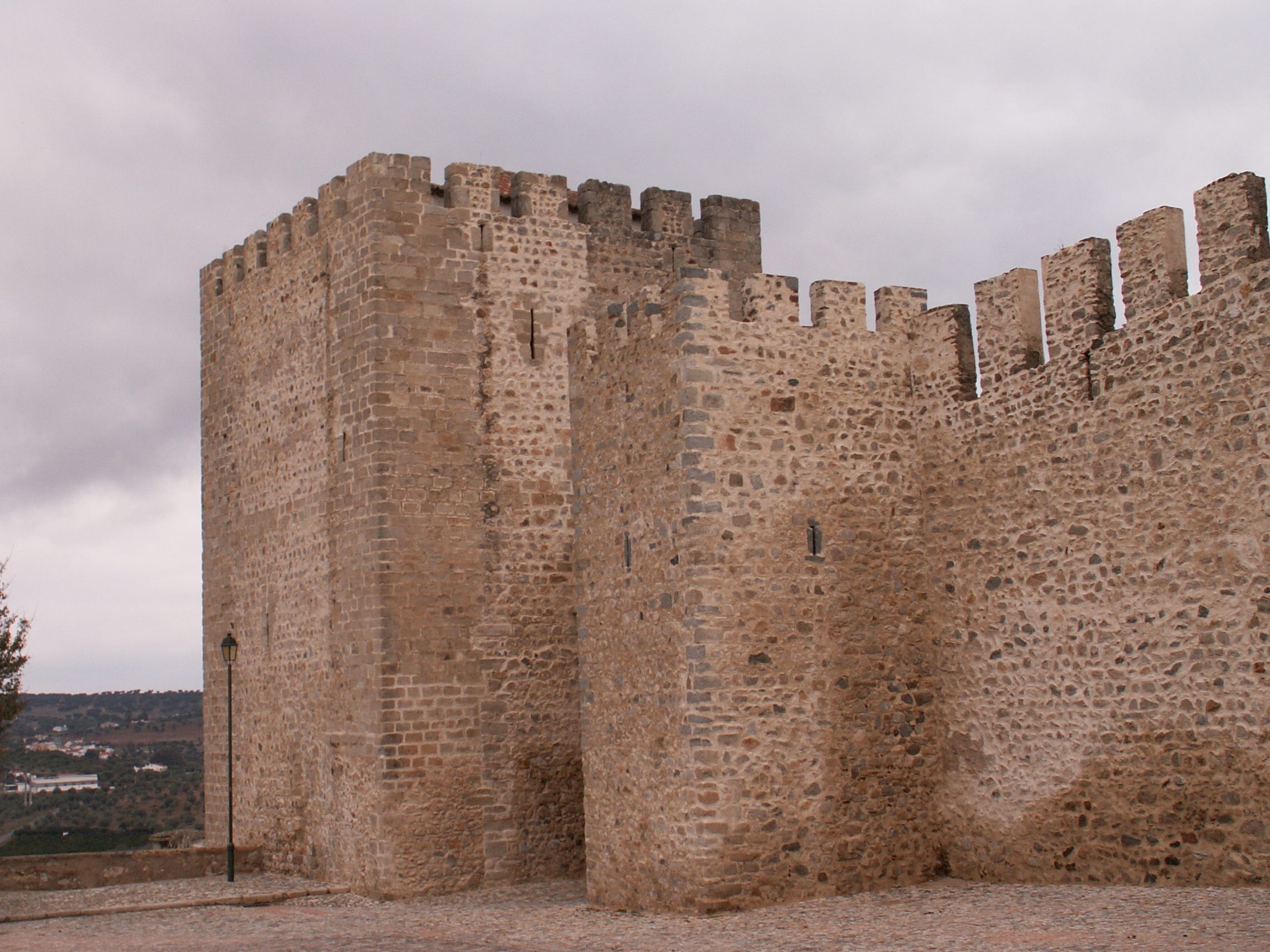
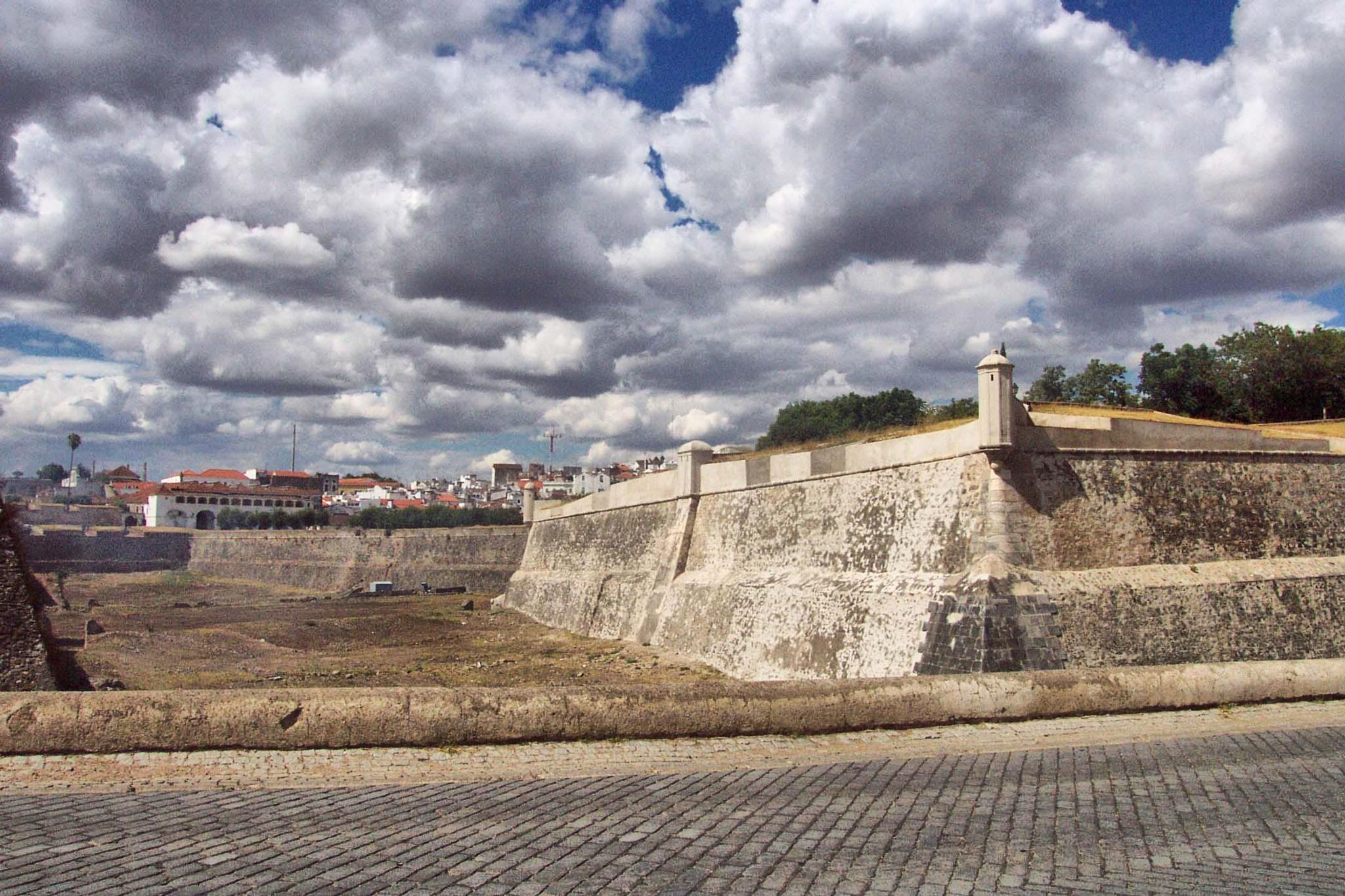
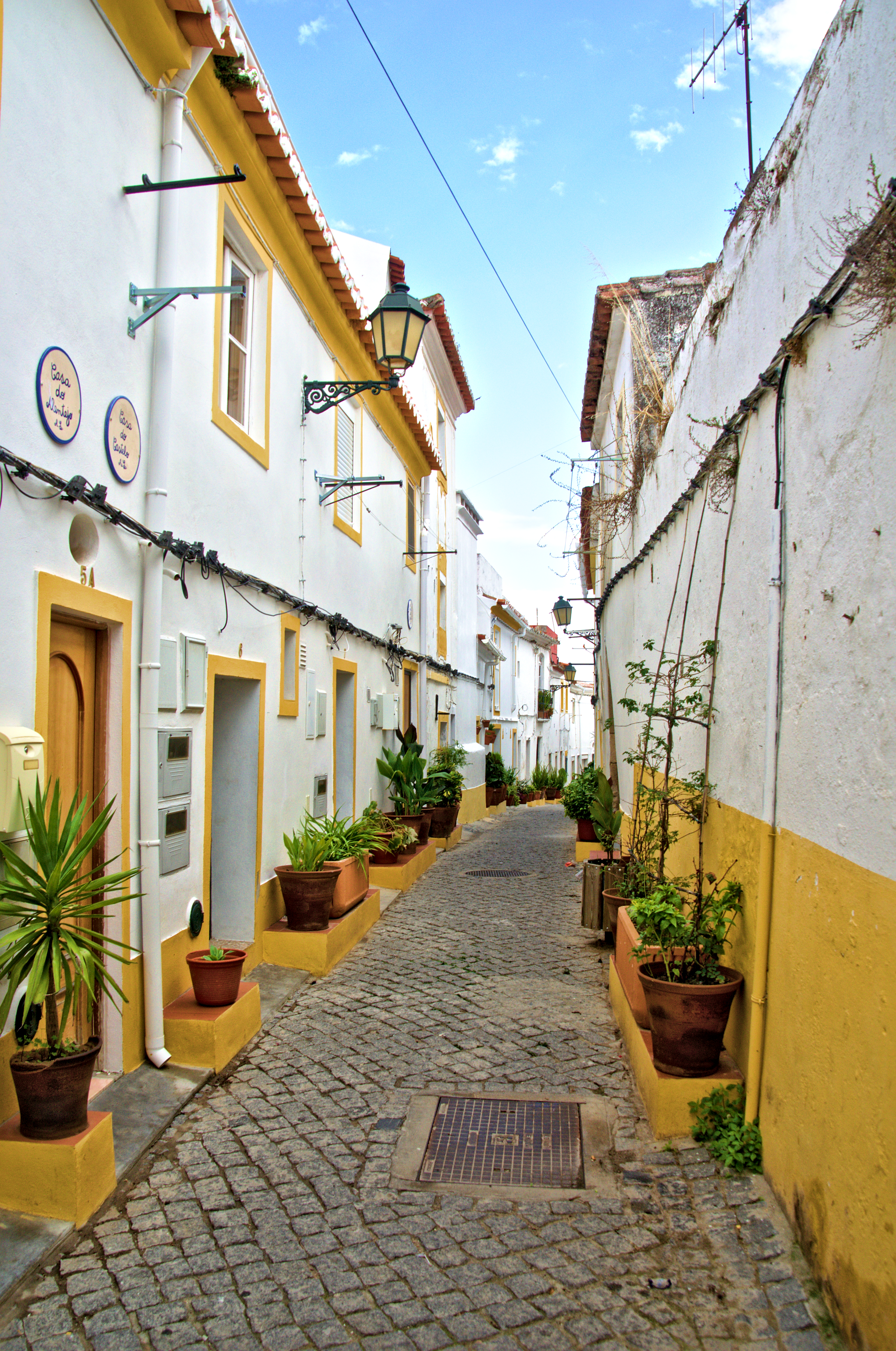
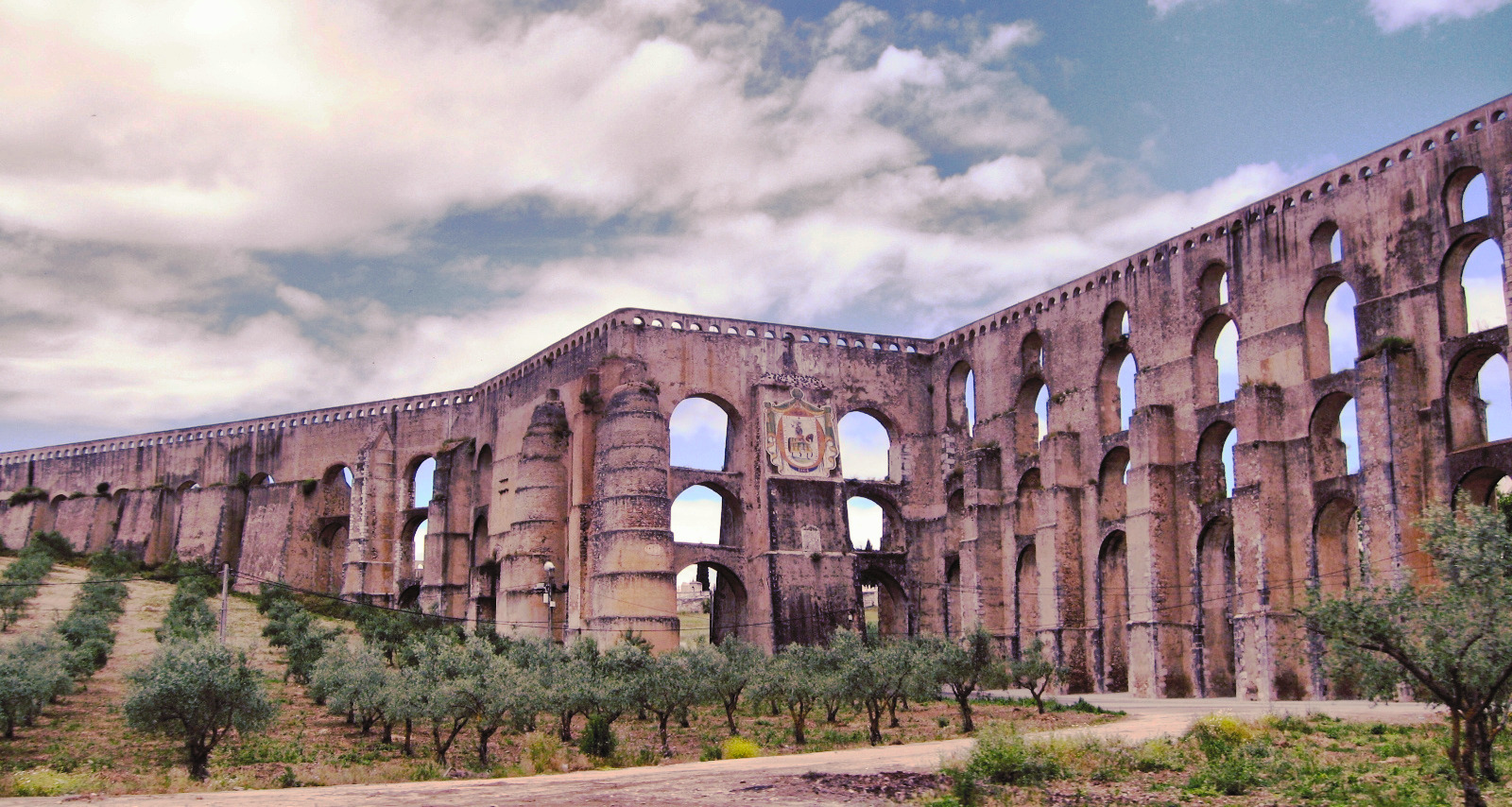

## Personnalités
- Manuel Inácio Martins Pamplona Corte Real (1766-1832), général des armées du 1er Empire est décédé dans cette commune.